# US Open 2019 (tennis, rolstoelvrouwendubbel)
Op het US Open in 2019 speelden de rolstoelvrouwen de wedstrijden in het dubbelspel op donderdag 5 en zondag 8 september 2019 in het USTA Billie Jean King National Tennis Center te New York.

## Toernooisamenvatting
De titelverdedigsters Diede de Groot (Nederland) en Yui Kamiji (Japan) hadden zich niet als koppel voor deze editie van het toernooi ingeschreven.
De Groot speelde samen met landgenote Aniek van Koot. Zij waren het eerste reekshoofd en wonnen de titel – in de finale versloegen zij Sabine Ellerbrock (Duitsland) en Kgothatso Montjane (Zuid-Afrika).
Kamiji en haar Italiaanse partner Giulia Capocci strandden in de eerste ronde.
Marjolein Buis, ook uit Nederland, speelde samen met de Amerikaanse Dana Mathewson met wie zij in april 2019 het Japan Open won, waarbij zij in de finale De Groot en Van Koot versloegen – zij waren het tweede reekshoofd, maar kwamen niet voorbij de eerste ronde.

## Geplaatste teams
| Nr. | Team                          | Resultaat    | Uitgeschakeld door                   |
| --- | ----------------------------- | ------------ | ------------------------------------ |
| 1.  | Diede de Groot Aniek van Koot | winnaressen  | winnaressen                          |
| 2.  | Marjolein Buis Dana Mathewson | eerste ronde | Sabine Ellerbrock Kgothatso Montjane |

## Toernooischema
| Legenda | Legenda                  |
| ------- | ------------------------ |
| Q       | Qualifier                |
| WC      | Deelname via wildcard    |
| LL      | Lucky Loser              |
| r       | Opgave / trok zich terug |
| w/o     | Walk-over                |
| Alt     | Alternate                |
| SE      | Special Exempt           |
| PR      | Protected Ranking        |
| d       | Diskwalificatie          |

|  | eerste ronde | eerste ronde                         | eerste ronde                         | eerste ronde | eerste ronde |                               |   | finale | finale | finale | finale | finale |
|  |              |                                      |                                      |              |              |                               |   |        |        |        |        |        |
|  | 1            | Diede de Groot Aniek van Koot        | 6                                    | 7            |              |                               |   |        |        |        |        |        |
|  |              | Giulia Capocci Yui Kamiji            | 2                                    | 5            |              |                               |   |        |        |        |        |        |
|  |              | Giulia Capocci Yui Kamiji            | 2                                    | 5            | 1            | Diede de Groot Aniek van Koot | 6 | 6      |        |        |        |        |
|  |              |                                      |                                      |              |              | Diede de Groot Aniek van Koot | 6 | 6      |        |        |        |        |
|  |              |                                      | Sabine Ellerbrock Kgothatso Montjane | 2            | 0            |                               |   |        |        |        |        |        |
|  |              | Sabine Ellerbrock Kgothatso Montjane | Sabine Ellerbrock Kgothatso Montjane | 2            | 0            | 6                             | 4 | [10]   |        |        |        |        |
|  |              | Sabine Ellerbrock Kgothatso Montjane |                                      |              |              | 6                             | 4 | [10]   |        |        |        |        |
|  | 2            | Marjolein Buis Dana Mathewson        | 1                                    | 6            | [6]          |                               |   |        |        |        |        |        |